# ماکس پاولی
ماکس پاولی (به آلمانی: Max Pauly) (زاده ۱ ژوئن ۱۹۰۷ – مرگ ۸ اکتبر ۱۹۴۶) یک نظامی آلمانی در دوره رایش سوم و از سپتامبر ۱۹۳۹ تا اوت ۱۹۴۲ فرمانده اردوگاه مرگ اشتوتهوف و از سپتامبر ۱۹۴۲ تا مه ۱۹۴۵ فرمانده اردوگاه کار اجباری نوینگامه بود.
پاولی در دادگاهی در شهر هامبورگ که توسط بریتانیایی‌ها برپا شده بود به اتهام جنایت جنگی محاکمه شد.دادگاه وی از ۱۸ مارس تا ۱۳ مه ۱۹۴۶ به طول انجامید و در نهایت پاولی به مرگ محکوم شد. وی در نهایت در ۸ اکتبر ۱۹۴۶ به دست آلفرد پیرپوینت در زندان هاملن به دار آویخته شد.